# John Mullahy

John Mullahy

John Mullahy (geboren am 14. Dezember 1982) ist ein australischer Politiker. Er ist seit November 2022 Mitglied der Legislativversammlung von Victoria und der erste Labor-Abgeordnete, der den Wahlkreis Glen Waverley vertritt.
Seit seiner Wahl hat Mullahy umfangreiche Investitionen in den Wahlkreis Glen Waverley, u. a. in Schulen, öffentliche Grünflächen und den Suburban Rail Loop, überwacht und sich für diese eingesetzt.
Mullahy wurde auch zum Mitglied des Parlamentsausschusses für Wirtschaft und Infrastruktur ernannt.

## Politische Beteiligung
Mullahy engagierte sich erstmals während der Regierung Abbott in der Australian Labor Party, da er mit der spalterischen und rechtsgerichteten Politik der Regierung sehr unzufrieden war. Er wurde zunächst Mitglied der Waverley West Branch der Labor Party und beteiligte sich freiwillig an Kampagnen.
Nach dem überraschenden Sieg von Matt Fregon bei den Landtagswahlen 2018 in Victoria beschloss Mullahy, Vollzeit als Fregons Berater und Wahlkreisbetreuer für den damaligen Wahlkreis Mount Waverley zu arbeiten.

## Landtagsabgeordneter für Kreis Glen Waverley
Im Vorfeld der Staatswahlen Victorias 2022 teilte die Landeswahlkommission den Landtagskreis Mount Waverley in zwei neue Kreise auf – Ashwood und Glen Waverley. Matt Fregon MP wurde Laborkandidat für Ashwood, während Mullahy der Laborkandidat für Glen Waverley wurde.
Kreis Glen Waverley besteht ebenfalls aus Teilen des früheren Kreises Forest Hill und wurde von Neil Angus, dem seit drei Jahren amtierenden liberalen Abgeordneten für Forest Hill, bestritten. Mullahy gewann Glen Waverley nach einem Einbruch von 8 % bei den Vorwahlen der Liberalen und einem Wechsel zu Labor um 4 % auf der Basis einer Zweiparteienpräferenz.
Seit seiner Wahl wurde Mullahy zum Mitglied des Parlamentsausschusses für Wirtschaft und Infrastruktur ernannt.
Er sprach sich nachdrücklich für Investitionen in lokale Schulen und Hochschuleinrichtungen aus.
Mullahy setzte sich dafür ein, dass die Regierung Andrews in seinem Wahlkreis kostenlose Kliniken der Grundversorgung einrichtete.
Sowohl während des Wahlkampfes als auch in seiner Amtszeit als Abgeordneter der Legislativversammlung von Victoria hat sich John aktiv für den Suburban Rail Loop eingesetzt, der den Bahnhof Glen Waverley mit Arbeitsplätzen, Bildungs- und Gesundheitseinrichtungen in ganz Melbourne verbinden wird.
In seiner Antrittsrede betonte Mullahy den Einfluss seiner irischen Herkunft auf seine progressiven Ansichten. Er ist ein entschiedener Befürworter der Rechte von Lesben, Schwulen, Bisexuellen und Transgender-Personen (LGBTIQ+), des Klimaschutzes und der reproduktiven Rechte von Frauen und hat sich gegen die negativen Folgen des Glücksspiels ausgesprochen.

## Persönliches Leben
Mullahy wurde in Geelong als Sohn irischer Einwanderer geboren. Er wuchs in der Region Victorias mit seinen vier Geschwistern auf der elterlichen Farm in der Nähe von Meredith auf und besuchte die Schulen in Ballarat und Geelong.
In den Jahren nach seiner Schulzeit arbeitete Mullahy als Arbeiter im Baugeschäft seines Vaters, bevor er nach Melbourne zog, um sein Physikstudium fortzusetzen und ein eigenes kleines Unternehmen zu gründen, das sich auf IT und Telekommunikation konzentrierte. Er leitete das Unternehmen bis 2018, als er sich entschloss, der Gemeinschaft als Wahlhelfer für den Abgeordneten Matt Fregon zu dienen.
In seiner Landtagsantrittsrede sprach Mullahy ausführlich über den Einfluss seiner irischen Herkunft und die Bedeutung von Sprache, Tanz, Essen und Musik in seiner Erziehung. Er verweist auch darauf, dass sein Erbe ein wichtiges Element bei der Gestaltung seines Wertesystems und seiner Wertschätzung des Multikulturalismus in Victoria ist.
John Mullahy lebt mit seiner Partnerin und seiner Tochter in der Gemeinde.